# Saint-Salvy-de-la-Balme
Saint-Salvy-de-la-Balme é uma comuna francesa na região administrativa da Occitânia, no departamento de Tarn. Estende-se por uma área de 18.36 km², e possui 516 habitantes, segundo o censo de 2018, com uma densidade de 28 hab/km².